# 亨利-安德烈·拉佩里埃
亨利-安德烈·拉佩里埃（法語：Henri-André Laperrière，1925年6月12日—2015年3月8日），加拿大男子冰球运动员，场上位置是后卫。他曾代表加拿大参加1948年冬季奥林匹克运动会冰球比赛，获得一枚金牌。